# 松本百子
松本 百子（まつもと ももこ、1987年12月17日 - ）は、日本の陸上競技選手。南島原TAC所属。専門はやり投。北京世界ジュニア選手権日本代表。2006年アジアジュニア選手権銅メダリスト。長崎県雲仙市瑞穂町出身。長崎県立口加高等学校卒業。

## 来歴
- 2004年：全国高等学校総合体育大会陸上競技大会で3位入賞を果たす
- 2005年：全国高等学校総合体育大会陸上競技大会で優勝。国民体育大会では54m53の日本ジュニア新記録・日本高校新記録（当時）を樹立。
- 2006年：アジアジュニア陸上競技選手権大会日本代表に選出され、やり投に出場。3位に食い込み、銅メダル獲得の快挙を成し遂げた。北京世界ジュニア選手権でも日本代表に選出されやり投に出場した。国民体育大会では成年女子やり投げに出場し3位入賞を果たす。
- 2007年：世界選手権代表を狙い日本選手権に出場したが、惜しくも4位に終わり、世界選手権出場を逃した。

## 主な受賞歴
- 第51回西日本スポーツ賞（2005年）